# Aeroportul University of Illinois Willard
Aeroportul University of Illinois Willard (IATA: CMI, ICAO: KCMI, FAA LID: CMI) este un aeroport din Illinois, Statele Unite ale Americii ce deservește zona Champaign–Urbana metropolitan area⁠(d). Aeroportul a fost tranzitat în 2019 de 211.118 pasageri. A fost deschis în 1954.
Situat la o altitudine de 230 m, aeroportul dispune de 3 piste. Este operat de Universitatea Illinois.

## Infrastructură

### Piste
Aeroportul dispune de 3 piste: 
- pista 04/22 din beton, cu dimensiunile 6.501 picioare × 150 picioare
- pista 14L/32R, cu dimensiunile 8.102 picioare × 150 picioare
- pista 14R/32L din asfalt, cu dimensiunile 3.817 picioare × 75 picioare